# Знання (товариство)
Всесою́зне товариство «Зна́ння» — просвітницька організація в СРСР, виникла в 1947 році.

## Історія
Причинами створення товариства слугували:
- значна шкода, завдана під час Другої світової війни системі освіти в СРСР;
- спричинена масовою мобілізацією депрофесіоналізація населення;
- курс на створення ядерного щита СРСР у холодній війні.

Ініціаторами виступили широко відомі в СРСР: письменник Костянтин Симонов, балерина Галина Уланова, фізик Микола Бруєвич, геолог Каниш Сатпаєв, математик Микола Мусхелішвілі, економіст Євген Варга, історики Євген Тарлє, Ісак Мінц та інші, включаючи президента Академії наук СРСР Сергієм Вавіловим.

## Очільники
Голови правління Всесоюзного товариства «Знання»:
- Академік С. І. Вавілов (1947—1951)
- Академік О. І. Опарін (1951—1956)
- Академік М. Б. Мітін (1956—1960)
- Академік М. М. Семенов (1960—1963)
- Академік В. О. Кирилін (1963—1966)
- Академік І. І. Артоболевський (1966—1977)
- Академік М. Г. Басов (1978—1990)
- Академік К. В. Фролов (1990—1991)